# Upie
Upie település Franciaországban, Drôme megyében. Lakosainak száma 1532 fő (2022. január 1.). Upie Allex, Eurre, Montmeyran, Montoison, Ourches és Vaunaveys-la-Rochette községekkel határos.

## Népesség
A település népessége az elmúlt években az alábbi módon változott:
| Lakosok száma | 718  | 938  | 956  | 1314 | 1532 | 1530 | 1520 | 1519 | 1523 | 1532 |
|               | 1968 | 1982 | 1990 | 2006 | 2013 | 2015 | 2017 | 2019 | 2020 | 2022 |